# 56 Arietis
56 Arietis este o stea supergigantă albastră din constelația Berbecul.  Este destul de fadă și greu vizibilă cu ochiul liber, având o magnitudine aparentă vizuală de 5,79.  Distanța estimată până la această stea este de aproximativ 500 ani-lumină (150 de parseci). Perioada de rotație a stelei este destul de rapidă, de 17,5 ore.  Mișcarea proprie a stelei relativă Soarelui este de 22,5 km/s. 